# Сухих Ігор Володимирович
І́гор Володи́мирович Сухи́х (1990—2022) — український спортсмен. Майстер спорту України міжнародного класу з військово-спортивного багатоборства та рукопашного бою. Призер чемпіонатів України, Європи та світу з військово-спортивного багатоборства, рукопашного бою, бойового самбо. Грав за футбольну команду «АТО-Ірпінь». Загинув у боях за Ірпінь.
31-річний ветеран АТО і доброволець Ігор Сухих, позивний Файтер, загинув 24 березня 2022 року під час зачистки м. Ірпінь Київської області. Захисник зазнав смертельних поранень під час мінометного обстрілу.
Ігор народився в місті Сквира Київської області. Проживав у місті Ірпінь. Навчався в місцевій школі № 3. Згодом закінчив Переяслав-Хмельницький педагогічний університет, а також Національний університет державної податкової служби України, факультет податкової міліції. Майстер спорту України міжнародного класу з військово-спортивних багатоборств, рукопашного бою, та бойового самбо, чемпіон та призер чемпіонатів України, Європи, гравець футбольної команди «Ато-Ірпінь».
Підполковник Сухих обіймав посаду старшого оперуповноваженого з особливих доручень Міністерства фіскальної служби України.
У 2015 році пішов добровольцем в АТО/ООС, згодом його прикомандирували до військової розвідки.  Протягом 2 ротацій проходив службу в Маріуполі та Широкиному Донецької області.
З початком повномасштабної війни приєднався до лав добровольчого формування Ірпінської ТРО № 1, щоб боронити своє місто від окупантів.
«Ігор був добрим, щирим, світлим, життєрадісним сином, братом, другом. Люблячим чоловіком, турботливим батьком, патріотом України».
Поховали захисника на Алеї Слави в Ірпені. У Ігоря залишилися батьки, сестра, дружина та двоє синів: 6-річний Назарій і 3-річний Тимур.
Випускник Державного податкового університету (факультет податкової поліції). Працював офіцером підполковником податкової міліції.
Після нападу Росії на Україну став на захист своєї батьківщини. Загинув у бою. Перед смертю він урятував 20 людей.

## Сім'я
- Дружина — Анастасія та двоє маленьких синів Назар та Тимур[1][7].